# Чисте (Мамлютський район)
Чи́сте (каз. Чистое) — село у складі Мамлютського району Північноказахстанської області Казахстану. Входить до складу Білівського сільського округу, раніше було центром ліквідованої Родинської сільської ради.
Населення — 118 осіб (2021; 249 у 2009, 563 у 1999, 862 у 1989).
Національний склад станом на 1989 рік:
- росіяни — 100 %.